# Manuel António Gomes
Pour les articles homonymes, voir Gomes.
Manuel António Gomes (dit Père Himalaya), né le 9 décembre 1868 à Santiago de Cendufe (Portugal) et décédé le 21 décembre 1933 à Viana do Castelo (Portugal), est un prêtre catholique, scientifique et inventeur portugais.  

## Biographie
Ses parents Antonio Gomes Fernandes et Maria Joaquina Gomes da Rocha étaient de pauvres paysans. Ils eurent sept enfants dont deux devinrent prêtres : Gaspar et Manuel qui naît le 9 décembre 1868 à Santiago de Cendufe, commune de Arcos de Valdevez dans le nord du Portugal. Comme c'était souvent le cas à l'époque, il passa par le séminaire de Braga pour ses études philosophiques et théologiques. De cette époque il garde le surnom de 'Padre Himalaya', dû à sa très grande taille. Après son ordination sacerdotale, (26 juin 1890) il s'inscrivit à l'université de Coimbra pour des études scientifiques. Il s'intéresse à toutes les sciences, lisant beaucoup. Il étudie l'hydrothérapie, le traitement de l'eau, le traitement par les plantes, les médecines naturelles et en particulier, l'énergie solaire.
En janvier 1888 il lit un article décrivant des expériences sur l'énergie solaire réalisées par Augustin Mouchot, un scientifique français: cela l'interpelle profondément. Il poursuit ses études scientifiques et définit les bases de principe de son premier four solaire. Au printemps 1899, Himalaya part pour Paris grâce à une bourse octroyée par D. Emília Josefina dos Santos et grâce à l'appui de l'évêque de Braga. Il arrive à Paris à temps pour visiter l'Exposition universelle de 1900.
En 1900, le père Gomes commence ses expériences avec la construction d'un four solaire. C'est dans les Pyrénées-Orientales, au coll del Buc aussi col d'Ultrére ou d'Ultréra (en catalan) près de Sorède qu'il construit le plus grand four solaire de l'époque, avec plus de 7 mètres de diamètre. Pour la première fois une température de 1 500 °C est atteinte, permettant, entre autres, la fusion du fer. Il est possible que le homme de science songeât à la possibilité de fabriquer des diamants artificiels en vertu des expériences du célèbre chimiste français Henri Moissan. Toutefois le principal objectif, comme il l'expliquait, était d'obtenir des azotes fertilisantes chimiques pour l'agriculture. Depuis longtemps, cette question était une préoccupation de l'industrie. Dans la seconde moitié du XIXe siècle, le besoin d'une agro-industrie augmentait. Le nitrate du Chili était un fertilisant très connu et constituait une énorme richesse dont les Anglais, Allemands et Américains se disputaient les bénéfices.
Vers le 15 août le père Gomes put obtenir la plus haute température. Dans sa correspondance, il écrivait à Gaspar, son frère resté au Portugal : « La machine est prête à travailler. Ne parle à personne de ce que je fais, jusqu'à la fin de les travaux, dit juste que tout va bien....les expériences ont commencé voici trois jours, les résultats sont bons, grâce à Dieu. Il est bon de noter que cette machine est une perfection et qu'elle marche à merveille. Elle fond le métal en grande quantité et montre de toute évidence que tout ce que nous voulons obtenir, nous l'obtiendrons. Ici il y a aussi de la bonne eau mais en petite quantité, j'ai arrangé un tonneau avec un abattant, ainsi je peux prendre des bains qui me font un bien immense »
Lui-même se soignait par des ablutions d'eau froide et par les plantes. L'appareil était devenu une grande attraction. Beaucoup de visiteurs montaient à pied ou à cheval pour le voir. 
Ses expériences terminées l'homme de science Himalaya quitte Sorède et rejoint Paris.
Un matin de septembre il se rendit chez l'abbé Coll et sa sœur Marguerite pour les remercier de leur hospitalité et leur expliquant qu'il n'avait plus d'argent pour continuer ses expériences solaires. Une calèche l'attendait pour l'amener à Argelès et d'Argelès il prit le train pour Paris.
Durant son long voyage il se remémora tout ce temps passé à Sorède, ce petit village des Pyrénées-Orientales. Pendant longtemps il y eut une échange de correspondance entre l'abbé Coll et sa sœur et lui.
En 1904 il participe à l'Exposition universelle de Saint-Louis aux États-Unis, il y présente un four solaire révolutionnaire, le "Pyrheliophere", qui permet d'atteindre une température de plus de 4 000 °C. Il y reçoit le premier prix de l'exposition.
De retour au Portugal il poursuit ses études et recherches scientifiques sur le concept d'un canon, d'explosif, et même de procédés à faire tomber la pluie.
Un des pionniers dans l'étude des énergies renouvelables et de l'énergie solaire en particulier, le père Manuel Gomes mourut dans l'anonymat le plus complet à 65 ans en 1933 à Viana do Castelo (nord du Portugal).

## Sources
- Source principale : biographie publiée en 2001 par Jacinto Rodrigues (en portugais), traduction en français en cours.
- Un film est réalisé en 2005 par Jorge Antonio (a utopia do padre himalaya).
- La revue Massana Albéra numéro 19, de juin 2006.